# Tremors: Shrieker Island
|  | Denne artikel er oprettet af botten Steenthbot ud fra en ekstern database. Den kan derfor have sproglige fejl eller mangler. Denne skabelon kan fjernes efter kontrol af indholdet. |

Tremors: Shrieker Island er en amerikansk dokumentarfilm fra 2020 instrueret af Don Michael Paul.